# Климентово (област Варна)
 Тази статия е за селото във Варненско.  За селото в Търновско вижте Климентово (Област Велико Търново).  
Климентово е село в Североизточна България. То се намира в община Аксаково, област Варна. Старото му име е Капаклий.

## География
Село Климентово се намира на 20 км северно от град Варна. Към него има махала, наречена „Чифлик“. Населението е около 240-250 жители. До селото се достига по главен път, който свързва Варна с к. к. Албена. Известно е като „селото със стоте знамена“ – по иниацитива на Росен Марков на всяка селска къща е сложено по едно българско знаме.

## История
Село Климентово според коренното население се дели на две – същинско село и чифлика. За чифлика се разказва, че някога в късния период на османското време е бил седалището на Али (чифлика на Али). Когато еничарите дошли да грабят, колят и безчинстват, Али се изправил срещу тях и викнал: „Това е моята рая, плащам данък на султана и той ще се разправя с вас!“. Така Али спасил не само себе си, но и 500 българи, които обитавали селото.

## Население
Численост на населението според преброяванията през годините:
| \| Година на преброяване \| Численост \| \| --------------------- \| --------- \| \| 1934 \| 1065 \| \| 1946 \| 1005 \| \| 1956 \| 811 \| \| 1965 \| 596 \| \| 1975 \| 363 \| \| 1985 \| 226 \| \| 1992 \| 190 \| \| 2001 \| 217 \| \| 2011 \| 179 \| \| 2021 \| 223 \| |           |
| Година на преброяване | Численост |
| 1934 | 1065      |
| 1946 | 1005      |
| 1956 | 811       |
| 1965 | 596       |
| 1975 | 363       |
| 1985 | 226       |
| 1992 | 190       |
| 2001 | 217       |
| 2011 | 179       |
| 2021 | 223       |

### Етнически състав

#### Преброяване на населението през 2011 г.
Численост и дял на етническите групи според преброяването на населението през 2011 г.:
|                     | Численост | Дял (в %) |
| Общо                | 179       | 100.00    |
| Българи             | 175       | 97.76     |
| Турци               | 4         | 2.23      |
| Цигани              | –         | –         |
| Други               | –         | –         |
| Не се самоопределят | –         | –         |
| Неотговорили        | –         | –         |

## Редовни събития
На 2 юни или на първата събота след него, се провежда селски събор.

## Известни личности
- Починали в Климентово
  - Добра Савова (1932 – 2024), певица